# Xã Green, Quận Harrison, Ohio
Xã Green (tiếng Anh: Green Township) là một xã thuộc quận Harrison, tiểu bang Ohio, Hoa Kỳ. Năm 2010, dân số của xã này là 1.887 người.